# Armadillosuchus
Armadillosuchus is een geslacht van uitgestorven sphagesauride Crocodylomorpha. Het werd beschreven in februari 2009 uit de Adamantinaformatie van het Baurubekken uit het Laat-Campanien tot het Vroeg-Maastrichtien van Brazilië, daterend van ongeveer 70 miljoen jaar geleden. De lengte van Armadillosuchus werd geschat op twee meter met een geschat lichaamsgewicht van honderdtwintig kilogram.
Sphagesauriden delen een aantal zoogdierachtige kenmerken in hun tanden en kaken, hoewel ze slechts zeer in de verte met zoogdieren verwant zijn. Armadillosuchus lijkt vooral op zoogdieren in de zware bepantsering, gekenmerkt door flexibele banden en stijve ronde platen die zijn rug bedekten, minder zoals de traditionele osteodermen die de ruggen van de meeste Crurotarsi bekleden en meer als die van een modern gordeldier (vandaar de geslachtsnaam die 'gordeldierkrokodil' betekent) of een glyptodont. Vanwege zijn unieke morfologie wordt aangenomen dat het een landbewonende en mogelijk gravende levensstijl heeft gehad.

## Naamgeving
De typesoort Armadillosuchus arrudai werd in 2009 benoemd door Marinho en Carvalho. De geslachtsnaam is afgeleid van het Spaans armadillo, 'gordeldier', welk woord zelf weer afgeleid is van het Latijn armatus, 'van een wapenrusting voorzien'. De soortaanduiding eert de Braziliaanse paleontoloog Joao Tadeu Arruda.
Het holotype is URFJ DG 303-R, een vrij volledig skelet met schedel.

## Beschrijving

### Bepantsering
Direct achter de schedel van Armadillosuchus, die de voorste nek beschermt, worden de osteodermen die normaal zijn voor een krokodillenvorm samengesmolten tot een stijf schild van zeshoekige platen, door de onderzoekers Marinho en Carvalho omschreven als een 'cervicaal schild'. Dit is dan losjes verbonden met zeven pantserbanden die een zekere onderlinge beweeglijkheid zouden hebben gehad, waardoor Armadillosuchus zijn ruggengraat kon buigen. Hij zou echter waarschijnlijk meer hebben geleken op een modern reuzengordeldier of negenbandig gordeldier, die wel hun poten onder hun pantser kunnen stoppen voor bescherming maar niet kunnen oprollen, dan op het driebandgordeldier, dat volledig tot een bal kan oprollen. Elk van de pantserbanden kwam overeen met verschillende rijen osteodermen die aan elkaar waren versmolten.
De bepantsering op de staart van Armadillosuchus was normaler voor een krokodilachtig dier, maar de hoge osteodermen langs het bovenste oppervlak die extra voortstuwing verschaffen bij het zwemmen voor water- of riviersoorten waren afwezig. Dit kenmerk, samen met de lange en tamelijk rechtopstaande poten, levert het bewijs dat Armadillosuchus een proces van adaptieve radiatie had ondergaan om de ecologische niches op het land te vullen en volledig landbewonend was.

### Andere opmerkelijke kenmerken

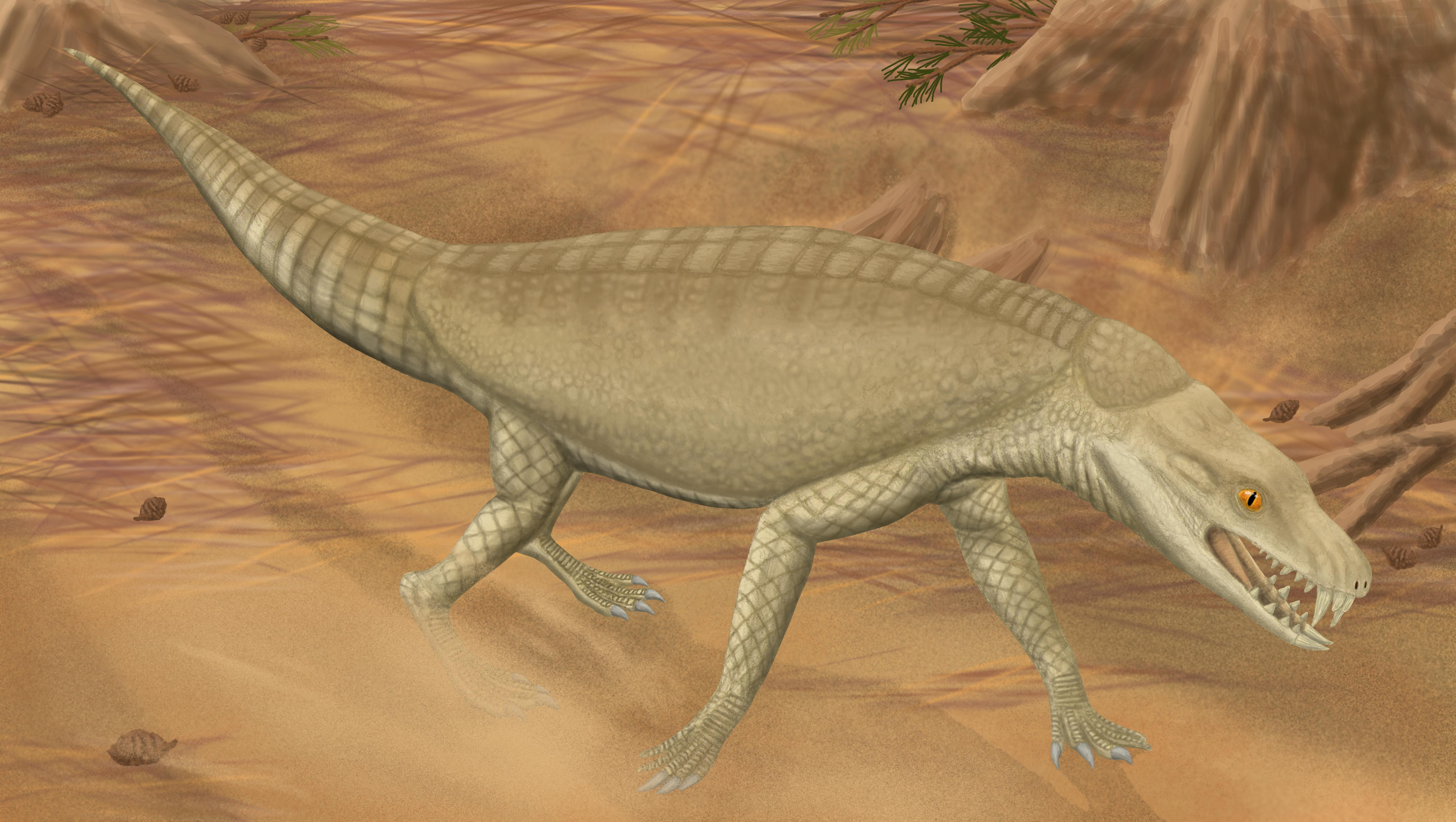
De illustratie in het benoemend artikel

Het fossiele exemplaar van Armadillosuchus is niet compleet, maar dankzij de beschermende bepantsering is veel ervan tamelijk goed bewaard gebleven. De schedel is klein, met een relatief korte en erg smalle snuit. Het schedeldak is achteraan zeer breed waarbij de squamosa ver schuin naar achteren uitsteken; de onderzijde van de schedel is echter nog breder en de buitenrand ervan is in bovenaanzicht zichtbaar. De tanden zijn zeer ongebruikelijk; in plaats van het normale homodonte gebit van de meeste krokodilachtigen, had het grote (ongeveer zes tot zeven centimeter) gebogen tanden als hoektanden, uitstekende voortanden die op snijtanden leken, en conische tanden met knipranden die de rest van zijn muil vulden. Dit komt veel voor bij alle sphagesauriden, die vaak zoogdiervormige tanden en kaken hebben, ondanks dat ze slechts in de verte verwant zijn. Er wordt daarom verondersteld dat Armadillosuchus een omnivoor was.
Armadillosuchus had ook lange klauwen op de voorpoten, die mogelijk werden gebruikt om te graven - of het hier gaat om het maken van holen voor zijn eigen bescherming of het opgraven van begraven voedselbronnen zoals wortels of kleine zoogdieren, is onbekend, hoewel de relatief grote omvang ervan op het aanleggen van holen duidt. Net als een gordeldier had het deze waarschijnlijk effectief kunnen gebruiken om zichzelf te verdedigen, hoewel het in tegenstelling tot een gordeldier ook een gemene en gevaarlijke beet zou hebben gehad vanwege zijn lange hoektanden.

## Fylogenie
Armadillosuchus is in de Sphagesauridae geplaatst.